# Endymione (canzoniere)
L'altro furente in desiderio insano:
Questo si mostra in terra in volto humano,
Quel vola per li cieli alato idio.
Qual di duo raccendesse il petto mio,
Lo sa colei, che 'l cor mi tiene in mano:
Arsi da presso, e arsi di lontano,
Con la speranza eguale al gran desio.
Con violenta voglia e importuna,
Anhelando al sidereo, almo paese,
Servii senza cercar mercede alcuna.
Celeste fu la fiamma che m'accese:
Ché di quelle, che in ciel movon la luna,
Una angelica forma il cor mi prese - dal sonetto iniziale, Endymione»
L'Endymione è un canzoniere del poeta catalano Benedetto Gareth detto il Chariteo.
L'opera, che venne conclusa entro il 1493-1494 e data alle stampe per la prima volta nel 1506 a Napoli dall'editore Giovanni Antonio de Caneto con il titolo "Libro de sonetti et canzone di Chariteo intitulato Endymione a la Luna" e che ebbe numerose ristampe nel corso di tutto il Cinquecento, è composta da 65 sonetti che riportano i lamenti di un infelice innamorato.
Il Chariteo, colto letterato di cultura classica, risente dell'influenza di Petrarca e di Properzio dei quali ripropone nella raccolta i motivi principali.
Dal Petrarca viene ripreso il mito del pastore Endimione caduto nel sonno per l'incantesimo di Luna (la dea Diana) che lo voleva baciare e Luna, il nome con il quale il poeta indica la sua donna, è il sinonimo di Cinthia, la donna amata e cantata da Properzio.
Il tema dell'amore totale e distruttivo, così come il tema delle doti fisiche e morali della donna che ispira il canto, viene ripreso da Properzio e serve a costituire la trama del canzoniere.
Dal Petrarca vengono inoltre riprese tutte le forme metriche, dalla canzone alla sestina, dalla ballata al madrigale.
Nel 1509 il tipografo Sigismondo Mayer pubblicò una nuova edizione di Tutte le opere volgari di Chariteo a cura di Pietro Summonite che riportava una redazione dell'Endymione composta da 247 componimenti intitolata Primo libro di Sonetti & Canzoni intitulato Endimione.
Il tono di questo canzoniere è differente dal primo: Luna è andata in Spagna per sposarsi e il poeta, nel comporre le nuove canzoni per ricordarla, giunge a sublimare la donna amata sostituendola con l'ideale della gloria poetica.
In questa seconda redazione il poeta compie, sull'esempio del fiorentino letterario del Quattrocento, la completa revisione di 61 componimenti presenti nella prima edizione per quanto riguarda il registro linguistico e stilistico